# Rıza Tevfik Bölükbaşı
Pour les articles homonymes, voir Rıza.
Rıza Tevfik, appelé Rıza Tevfik Bölükbaşı depuis l'adoption de la Loi turque sur les noms de famille en  1934, né en 1869 et mort le 31 décembre 1949, est un philosophe, poète et politicien turc, membre de l'ordre religieux bektachi et franc-maçon.

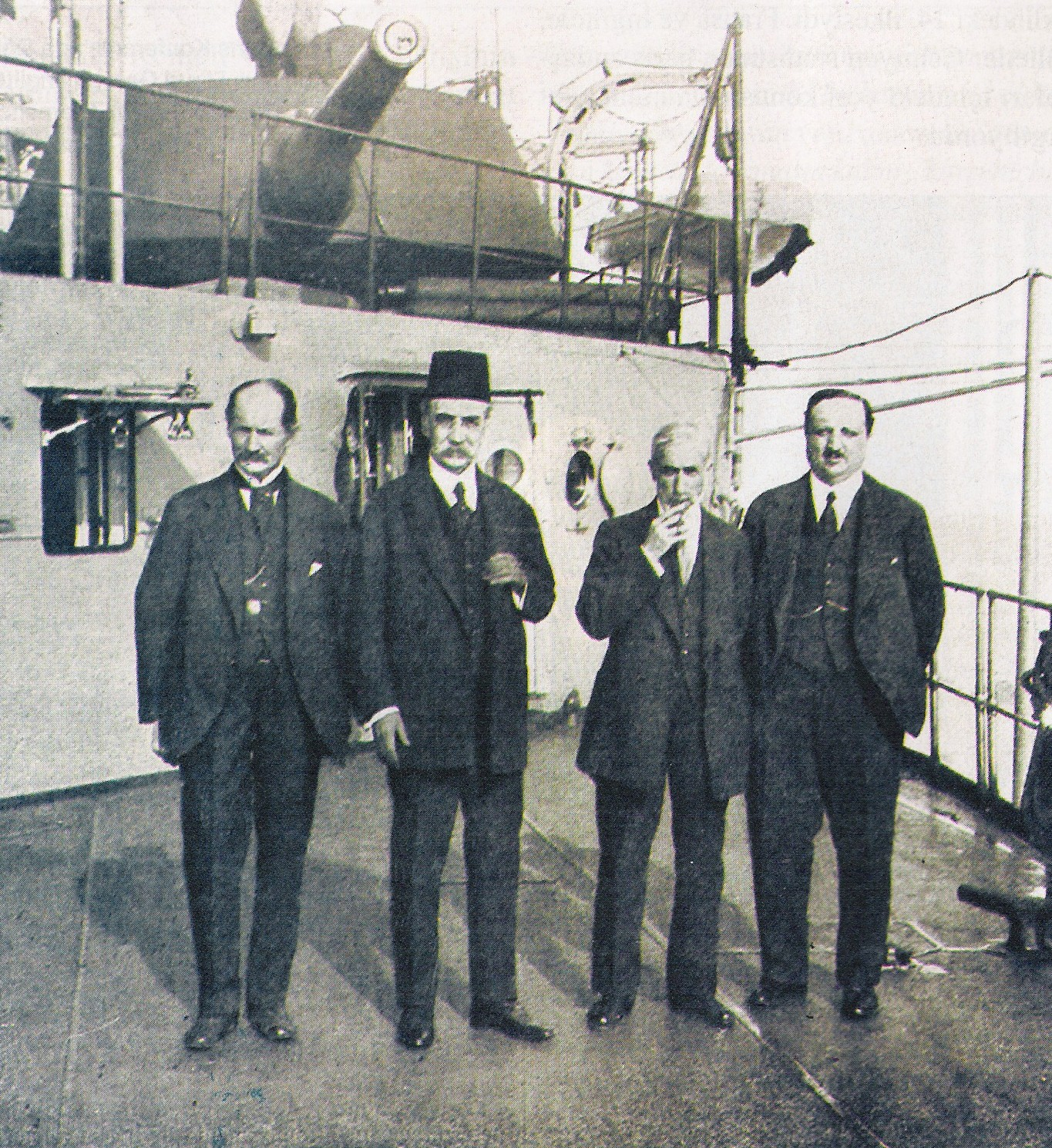
Rıza Tevfik Bölükbaşı (le premier à gauche), ici en 1920, parmi les signataires ottomans du traité de Sèvres : Rıza Tevfik, Damat Ferid Paşa (grand vizir), Hadi Paşa (ministre de l'Éducation) et Reşid Halis (ambassadeur).

## Politique
En 1907 il adhère au Comité Union et Progrès (CUP), et est élu député de ce parti pour Edirne à la Chambre des députés (Parlement) de l'Empire ottoman en 1908. En 1911 il quitte le CUP pour adhérer pour un moment au nouveau parti libéral d'opposition, fortement opposé à la participation de l'Empire ottoman à la Première Guerre mondiale.
Après la chute du CUP et la défaite ottomane lors de la première guerre mondiale, il est ministre de l'éducation  dans plusieurs gouvernements (11 novembre 1918 – 12 janvier 1919). Il est nommé par le Sultan au Sénat, dont il devient le président par deux fois (24 mai – 18 juin 1919 et 31 juillet – 21 octobre 1920).
Il est connu pour être l'un des signataires ottomans du traité de Sèvres.

## Franc-maçonnerie
Il est initié en franc-maçonnerie à Salonique en septembre 1908 dans la loge « Perseverancia » no 292, du Grand Orient espagnol et il est grand-maître de la première obédience indépendante turque, le Grand Orient ottoman, de 1918 à 1921.